# Xã Clear Creek, Quận Saunders, Nebraska
Xã Clear Creek (tiếng Anh: Clear Creek Township) là một xã thuộc quận Saunders, tiểu bang Nebraska, Hoa Kỳ. Năm 2010, dân số của xã này là 788 người.